# Kongsted (musiker)
 For alternative betydninger, se Kongsted. (Se også artikler, som begynder med Kongsted)
Kongsted (født Andreas Lau Kongsted Jespersen Jensen, 11. november 1982 i Næstved) er en dansk DJ og musikproducer. Han har vundet prisen ved Danish Deejay Award: "Årets Mainstream DJ" i både 2010 og 2011. Han har været aktiv, som DJ siden 2002 og producer siden 2010.
Ved Danish DeeJay Awards 2014 vandt han tre ud af de i alt seks priser han var nomineret i; "Dancechart.dk-Prisen", "The Voice Clubbing-Prisen" og "Årets Danske Deejay-Favorit".
Ved Danish DeeJay Awards 2015 vandt han prisen for "Årets Danske Artist" Udover det var han også nomineret til priserne "Årets Danske DJ", "The Voice Clubbing-Prisen", "Dancechart.dk-Prisen" & Årets Danske Deejay-Favorit"

## Diskografi

### EP'er
- Welcome to My Universe (2013)
- For the Crowd (2014)

### Singler
| År                                                               | Titel | Højeste placering | Højeste placering | Højeste placering | Certificering                             | Album                  |
| År                                                               | Titel | Download          | Streaming         | Airplay           | Certificering                             | Album                  |
| ---------------------------------------------------------------- | --- | ----------------- | ----------------- | ----------------- | ----------------------------------------- | ---------------------- |
| 2011                                                             | "You Got That (Right Energy)" (Kongsted & Emerge featuring S.O.A.P.)                                                         | —                 | —                 | —                 |                                           |                        |
| 2012                                                             | "Mardi Gras" (Kongsted featuring Emerge)                                                                                     | —                 | —                 | —                 |                                           |                        |
| 2012                                                             | "The Spirit" | —                 | —                 | —                 |                                           |                        |
| 2013                                                             | "Good Times" | 22                | —                 | —                 |                                           |                        |
| 2013                                                             | "Live Your Life (Good Times)" (Kongsted featuring Chayse)                                                                    | 23                | —                 | —                 | - Guld (streaming)                        |                        |
| 2013                                                             | "Chuck Norris" | 8                 | 3                 | —                 | - Guld (download) - 2× Platin (streaming) | Welcome to My Universe |
| 2013                                                             | "Light in the Dark" | 9                 | —                 | —                 |                                           | Welcome to My Universe |
| 2014                                                             | "Drunk Smiley Guy" | —                 | —                 | —                 |                                           | Welcome to My Universe |
| 2014                                                             | "R.E.D." | 5                 | 12                | —                 | - Platin (streaming)                      | For the Crowd          |
| 2015                                                             | "Thirsty" | —                 | —                 | —                 |                                           |                        |
| 2015                                                             | "Whine Dat" | 11                | 11                | —                 | - Platin                                  |                        |
| 2016                                                             | "Wild Child" (Kongsted featuring Cisilia)                                                                                    | 14                | 14                | 2                 | - Guld                                    |                        |
| 2017                                                             | "Say My Name" | 36                | 36                |                   |                                           |                        |
| 2019                                                             | "Stand Up, Stand Out! (Official song of the IHF Men's Handbal World Championship Germany/Denmark 2019)" (with Dominik Klein) | —                 | —                 |                   |                                           |                        |
| "—" markerer en udgivelse der ikke opnåede en hitlisteplacering. | |                   |                   |                   |                                           |                        |